# Мэйфлауэрское соглашение

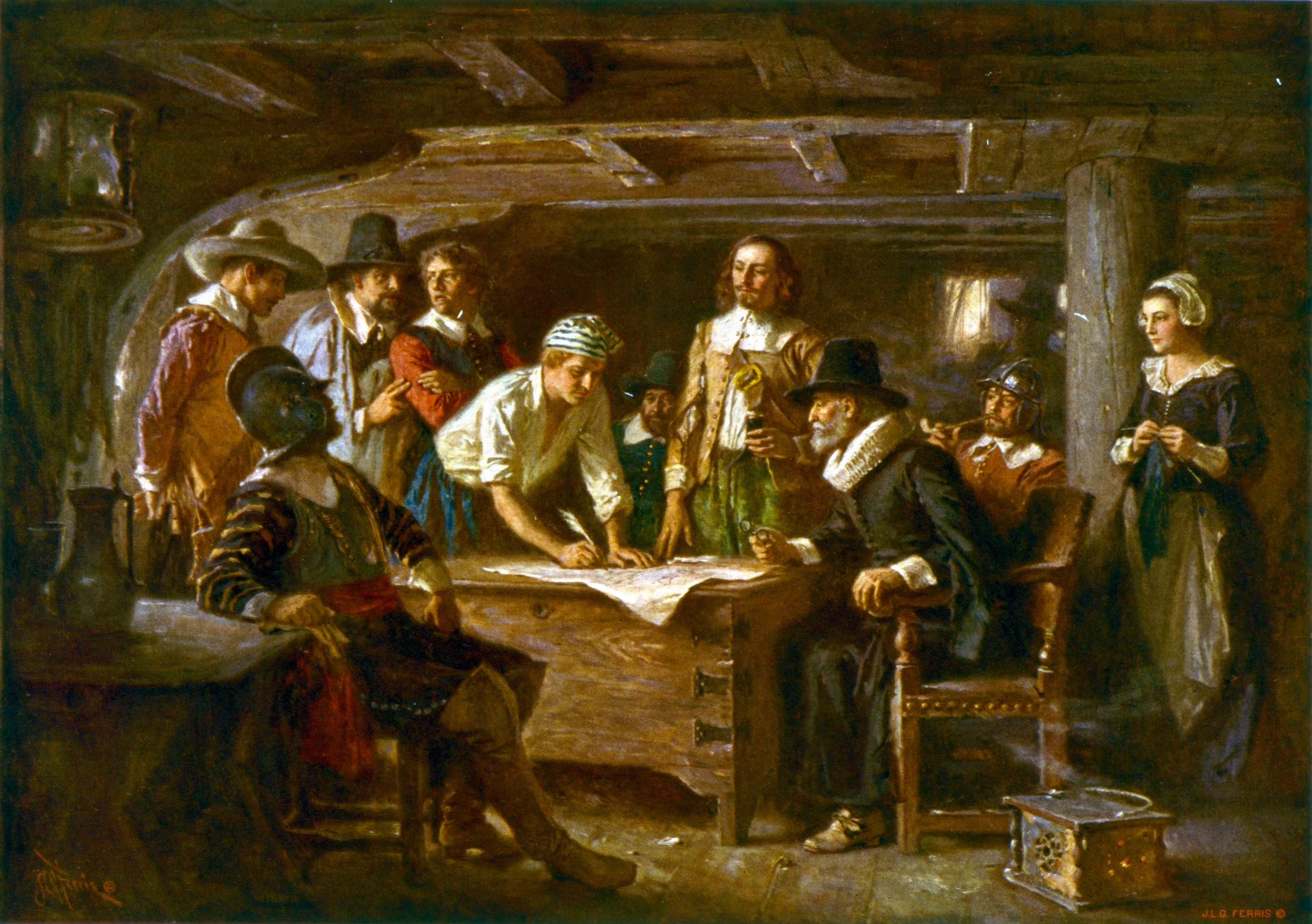
«Мэйфлауэрское соглашение». Картина Феррис, Жан Леон Жером

Мэйфлауэрское соглашение, также Мэйфлауэрский договор (англ. Mayflower Compact) — документ, подписанный 11 (21) ноября 1620, по которому т. н. отцы-пилигримы (английские религиозные диссиденты, прибывшие в Северную Америку на барке «Мейфлауэр») договорились с Вирджинской компанией о предоставлении им внутреннего самоуправления.

## Предыстория
По прибытии в Северную Америку среди английских пуритан возник конфликт. Из-за ошибки в курсе корабля колонисты оказались севернее того участка земли, который им выделила компания. Поэтому многие из них считали, что контракт с Вирджинской компанией потерял силу. В результате переговоров 11 (21) ноября 1620 года 41 человек, главы всех семей, прибывших в Америку, подписали на борту корабля «Мэйфлауэр» письменное соглашение. В этом документе они изъявили намерение основать собственную колонию и обязались подчиняться законам, «которые будут считаться подходящими и соответствующими общему благу колонии». Позднее соглашение стало одним из первых символов независимого уклада жизни колонистов. Вслед за ним, 5 (15) ноября 1636 года появился Кодекс пилигримов (англ. Pilgrim Code of Law).

## Значение
Данный документ стал первым нормативным источником американского конституционализма, а также стал наглядным подтверждением достаточно независимого настроя колонистов, не желавших подчиняться внешним уставам. Характерная его черта — сильное влияние религиозной пуританской морали. Бог призывается в свидетели договора.